# TRAPPIST-1e
TRAPPIST-1e е четвъртата планета от планетарната система TRAPPIST-1.
Намира се в обитаемата зона около звездата си. TRAPPIST-1e е най-земеподобната планета от цялата система TRAPPIST-1 и притежава вторият най-висок индекс на подобие на Земята изобщо – 0,95. Предполага се, че планетата има синхронно въртене около звездата си, което означава, че едната ѝ страна винаги е насочена към нея, така че на едната страна е постоянен ден, докато на другата е постоянна нощ. Тогава най-добрите места за живот на планетата биха могли да бъдат в зоната между двете полукълба, където температурата е по-подходяща за живот. Ако планетата има плътна атмосфера, това може да осигури повече топлина на тъмната страна и да разшири обитаемата зона на планетата.
|  | Тази страница частично или изцяло представлява превод на страницата Trappist-1e в Уикипедия на шведски. Оригиналният текст, както и този превод, са защитени от Лиценза „Криейтив Комънс – Признание – Споделяне на споделеното“, а за съдържание, създадено преди юни 2009 година – от Лиценза за свободна документация на ГНУ. Прегледайте историята на редакциите на оригиналната страница, както и на преводната страница, за да видите списъка на съавторите. ВАЖНО: Този шаблон се отнася единствено до авторските права върху съдържанието на статията. Добавянето му не отменя изискването да се посочват конкретни източници на твърденията, които да бъдат благонадеждни. |